# Bunkeflo FF
Bunkeflo FF är en svensk fotbollsklubb som ligger i Bunkeflostrand.

## Bakgrund
Bunkeflo FF spelar i Division 4 Sydvästra Skåne, vilket är den sjätte högsta divisionen i svensk fotboll. Bunkeflo FF spelar sina hemmamatcher på Brovallen i Bunkeflostrand.
Under 2015 var publiksnittet på hemmaplan 41 personer. Laget vann kvalet mot Stehag och flyttades upp till Division 5.
I modern tid har föreningen snabbt stigit genom seriesystemet. 2020 vann laget Division 6 och gick upp i Division 5. Året därefter gick föreningen upp i Division 4. Efter två år där föreningen undvek nedflyttning till Division 5 genom kval nådde laget 2024 en historisk 6:e plats i Division 4 Sydvästra.
Bunkeflo FFs mest kända spelare är Robin Olsen, som representerat Malmö FF, PAOK FC, FC Köpenhamn, AS Roma och Aston Villa. Olsen lånades ut till Bunkeflo FF efter att han skadade sig under sin tid i IF Limhamn Bunkeflo.  
Klubben är ansluten till Skånes Fotbollförbund.

## Fotnoter
1. ↑  ”Bunkeflo FF”. Bunkeflo FF. Arkiverad från originalet den 2016-03-04. https://web.archive.org/web/20160304041223/http://www6.idrottonline.se/BunkefloFF-Fotboll/Foreningen/. Läst 23 april 2013.
2. ↑  ”Tabell och resultat - Skåne - 2025/02/07”. Skåneboll - Skånes Fotbollsförbund. https://www.skaneboll.se/rs/tabell-och-resultat/division-4-herr-sydvastra-skane/124315/. Läst 7 februari 2025.[död länk]
3. ↑  ”Tabell och resultat - Skåneboll HA.Div 6 Sydvästra B 2020”. https://www.skaneboll.se/rs/tabell-och-resultat/ha-div.6-sydvastra-b/82694/. Läst 7 februari 2025.[död länk]
4. ↑  ”Tabell och resultat - Division 5 Södra Skåne”. https://www.skaneboll.se/rs/tabell-och-resultat/division-5-herr-sodra-skane/87777/. Läst 7 februari 2025.[död länk]
5. ↑  Skånesport (18 oktober 2024). ”Samir Diaz avslutar historiskt i Bunkeflo FF”. Skånesport. https://skanesport.se/2024/10/18/samir-diaz-avslutar-historiskt-i-bunkeflo-ff/. Läst 7 februari 2025.
6. ↑  ”Kontaktuppgifter och tävlingar 2013 – Bunkeflo FF”. Kontaktuppgifter och tävlingar 2013 – Bunkeflo FF. https://svenskfotboll.se/cuper-och-serier/svenska-cupen-herrar/spelprogram-omg-1-2-2013/?flid=81128. Läst 23 april 2013.